# Жељко Гаврић
Жељко Гаврић (Угљевик, 5. децембра 2000) српски је фудбалер, који тренутно наступа за Ференцварош.

## Каријера

### Црвена звезда

#### Почеци и позајмица Графичару
Жељко Гаврић је рођен 5. децембра 2000. године, у Угљевику, а фудбалски је стасавао у редовима београдске Црвене звезде, којој је приступио 2014. године. Са својим матичним клубом је у септембру 2017. потписао свој први професионални уговор. У јуну наредне године, Гаврић је постигао одлучујући гол за победу омладинског састава свог клуба, у вечитом дербију са екипом Партизана истог узраста, чиме је обезбеђена титула шампиона државе и пласман у УЕФА Лигу младих. Након одлуке клупског руководства да тада излазно годиште прикључи раду са филијалом, Гаврић је уступљен Графичару са Сењака на годину дана, због чега је изостављен са списка омладинаца за наредну сезону.
У другом колу такмичарске 2018/19. у Српској лиги Београд, Гаврић је био асистент код првог гола Графичара на гостовању екипи Степојевац Ваге. У наредном колу, Гаврић је био двоструки стрелац у победи од 7 : 0 над саставом Баска. Сусрет са екипом ОФК Београда на Омладинском стадиону пропустио је због обавеза на репрезентативном нивоу. Повратком у састав Графичара, Гаврић је постигао један погодак и уписао асистенцију у победи од 5 : 1 над сурчинским Јединством. У осмом колу Српске лиге Београд, против Радничког из Обреновца, Гаврић је постигао два поготка, уз једну асистенцију, док је два кола касније био стрелац последњег од укупно 5 погодака своје екипе на гостовању БСК Борчи. Свој последњи гол у календарској 2018. постигао је у 12. колу, против Црвене звезде из Малог Мокрог Луга. Свој први погодак у пролећном делу сезоне, Гаврић је постигао против Радничког са Новог Београда у 22. колу. Истакао се и два кола касније, са две асистенције у победи над БСК-ом из Борче, те поготком против директног конкурента за улазак у виши степен такмичења, Колубаром из Лазаревца. Био је асистент и код првог гола у победи од 5 : 0 над Бродарцем, када је проследио лопту до стрелца Немање Стојића. Гаврић је током прве сениорске сезоне уписао укупно 24 наступа у Српској лиги Београда као бонус играч и постигао 9 погодака, а поред тога уписао је већи број асистенција. Са екипом је остварио пласман на прво место на табели и изборио пласман у виши степен такмичења. На једном сусрету изабран је за најбољег појединца на терену, док је према извештајима са утакмица заслужио просечну оцену 7,15.
Лета 2019, Гаврић је прикључен раду са првим тимом, код тренера Владана Милојевића, прошавши припремни период, након чега се вратио у састав Графичара пред почетак такмичарске 2019/20. у Првој лиги Србије. На отварању сезоне, када је Графичар гостовао Златибору у Чајетини, Гаврић је у игру ушао са клупе за резервне играче, уместо Узмана Маронга. Од наредне утакмице, против екипе Жаркова, Гаврић је понео капитенску траку у првој постави Графичара. Тако је, у четвртом колу, против Колубаре, постигао два поготка и уписао асистенцију Стефану Марјановићу за коначних 3 : 0. На наредне две утакмице, Гаврић је уписао гол на гостовању Будућности у Добановцима, односно асистенцију у победи над екипом Смедерева у истоименом граду. Свој први хет-трик у професионалној каријери, Гаврић је постигао у победи од 4 : 2 над врањским Динамом у 11. колу Прве лиге Србије. После одсуства због репрезентативних обавеза, Гаврић је био стрелац јединог поготка за минималну победу над саставом Синђелића. Тај погодак је изабран за најефективнији у Првој лиги Србије, за месец октобар, због чега га је Фудбалски савез Србије наградио ручним сатом. Два пута је, на идентичан начин асистирао Југу Станојеву у победи од 3 :0 на гостовању Жаркову, 17. такмичарске недеље, а одмах затим и Узману Маронгу за један од погодака против Трајала. Након понуде спортског сектора Црвене звезде и краћих преговора око продужетка сарадње, Гаврић је у новембру 2019. обновио уговор са матичним клубом за наредне четири године. Са седам постигнутих голова и пет асистенција, Гаврић је допринео потврди првог места на табали Прве лиге Србије, за јесењи део такмичарске 2019/20. Средином децембра 2019, Гаврић је са екипом Графичара учестовао на турниру у Куенмингу, на ком су биле још и екипе Шалкеа, Спартака из Москве, као и селекција домаће Кине у узрасту до 20 година старости. Истовремено, спортски директор Црвене звезде, Митар Мркела, потврдио је раније најаве о прикључењу Гаврића раду са првим тимом у наставку сезоне. Графичар је на том турниру освојио прво место, док је Гаврић био стрелац једног поготка.

## Репрезентација

### Млађе селекције
У јулу 2014, Сантрач се нашао на списку имена дечака рођених 2000, које је Фудбалски савез Републике Српске одабрао за турнир у чешком граду Јаблонецу. Крајем исте године, Гаврић је добио позив на прво окупљање пионирске селекције, коју је предводио Марко Митровић. У том узрасту наступао је и током пролећа наредне године. Гаврић је потом био члан и селекције до 16 година старости, а једини погодак за ту екипу постигао је на сусрету са Молдавијом. Током пролећа 2016, Гаврић је представљао млађу кадетску селекцију Београда на меморијалном турниру Јосип Каталински Шкија, одиграном у Сарајеву, где је са својом екипом освојио треће место. За кадетску репрезентацију Србије, Гаврић је дебитовао у јулу 2016, на пријатељском сусрету са одговарајућом екипом Казахстана. Први погодак за ту екипу постигао је на почетку квалификационог циклуса за Европско првенство, против селекције Македоније. Са својим тимом, Гаврић је изборио пласман на завршни турнир, који је одигран у Хрватској, током маја 2017. На последњој припремној утакмици пред почетак такмичења, Гаврић је био двоструки стрелац против селекције Украјине, док је на отварању турнира постигао једини погодак за минималну победу над саставом Северне Ирске.
Крајем 2017, Гаврић се нашао на списку Перице Огњеновића за сусрете млађе омладинске селекције на међународном турниру у Израелу, где је и дебитовао за ту екипу. Огњеновић га је потом уврстио у састав и за двомеч против селекције Босне и Херцеговине, када је на свакој од утакмица био стрелац по једног поготка. Крајем августа 2018, Гаврић је добио позив селектора омладинске репрезентације Србије, Ненада Сакића, за традиционални турнир „Стеван Ћеле Вилотић“, где је дебитовао на премијерном сусрету са селекцијом Мађарске. У другом колу турнира, које је завршено нерешеним резултатом 1 : 1, са екипом Црне Горе, Гаврић је постигао једини погодак за свој тим. По окончању турнира, на ком је Србија заузела последње место, Гаврић је изабран за најперспективнијег играча у својој репрезентацији.

### Млада
Након именовања Илије Столице за шефа стручног штаба младе репрезентације Србије, Гаврић се нашао на његовом списку за утакмице те селекције у октобру 2019. Гаврић је, тако, свој дебитантски наступ за тим уписао у победи на гостовању Бугарској у Софији, када је на терену заменио Вељка Бирманчевића у 84. минуту. Гаврић је, потом, на списак уврштен и наредног месеца, када је наступио у победи од 6 : 0 над селекцијом Естоније, када је такође у игру ушао као резервиста.
Након отказивања и поштеде неколицине стандардних репрезентативаца, Гаврић је добио позив селектора Драгана Стојковића за турнеју у Јапану током јуна 2021. Дебитовао је на сусрету са Јамајком, 7. јуна. Тада је одиграо први део утакмица, док га је на полувремену заменио Милан Макарић. Неколико дана касније, на утакмици против Јапана, Гаврић је ушао у игру у другом полувремену, уместо Немање Јовића.

## Статистика

### Клупска
Ажурирано 7. октобра 2021.
|                      |          |                     |    |    |   |   |   |   |   |   |    |    |  |  |
| Графичар (позајмица) | 2018/19. | Српска лига Београд | 24 | 9  | — | — | — | — | — | — | 24 | 9  |  |  |
| Графичар (позајмица) | 2019/20. | Прва лига Србије    | 20 | 7  | — | — | — | — | — | — | 20 | 7  |  |  |
| Графичар (позајмица) | Укупно   | Укупно              | 44 | 16 | — | — | — | — | — | — | 44 | 16 |  |  |
|                      |          |                     |    |    |   |   |   |   |   |   |    |    |  |  |
| Црвена звезда        | 2019/20. | Суперлига Србије    | 9  | 1  | 2 | 0 | — | — | — | — | 11 | 1  |  |  |
| Црвена звезда        | 2020/21. | Суперлига Србије    | 27 | 8  | 1 | 0 | 3 | 0 | — | — | 31 | 8  |  |  |
| Црвена звезда        | 2021/22. | Суперлига Србије    | 1  | 0  | 0 | 0 | 1 | 0 | — | — | 2  | 0  |  |  |
| Црвена звезда        | Укупно   | Укупно              | 37 | 9  | 3 | 0 | 4 | 0 | — | — | 44 | 9  |  |  |
|                      |          |                     |    |    |   |   |   |   |   |   |    |    |  |  |
| Ференцварош          | 2021/22. | Прва лига Мађарске  | 3  | 0  | 0 | 0 | 1 | 0 | — | — | 4  | 0  |  |  |
|                      |          |                     |    |    |   |   |   |   |   |   |    |    |  |  |
| Каријера             | Каријера | Каријера            | 84 | 25 | 3 | 0 | 5 | 0 | — | — | 92 | 25 |  |  |
|                      |          |                     |    |    |   |   |   |   |   |   |    |    |  |  |

### Утакмице у дресу репрезентације
| Репрезентација Србије у узрасту до 15 година старости | Репрезентација Србије у узрасту до 15 година старости | Репрезентација Србије у узрасту до 15 година старости | Репрезентација Србије у узрасту до 15 година старости | Репрезентација Србије у узрасту до 15 година старости | Репрезентација Србије у узрасту до 15 година старости | Репрезентација Србије у узрасту до 15 година старости | Репрезентација Србије у узрасту до 15 година старости | Репрезентација Србије у узрасту до 15 година старости | Репрезентација Србије у узрасту до 15 година старости |
| #                                                     | Датум                                                 | Такмичење                                             | Локација                                              | Домаћин                                               | Резултат                                              | Гост                                                  | Гол                                                   | Реф.                                                  |                                                       |
| ----------------------------------------------------- | ----------------------------------------------------- | ----------------------------------------------------- | ----------------------------------------------------- | ----------------------------------------------------- | ----------------------------------------------------- | ----------------------------------------------------- | ----------------------------------------------------- | ----------------------------------------------------- | ----------------------------------------------------- |
| 1.                                                    | 9. децембар 2014.                                     | Пријатељска утакмица                                  | Стадион под Малим брдом, Петровац                     | Црна Гора                                             | 0 : 2                                                 | Србија                                                |                                                       | [ 77 ]                                                |                                                       |
| 2.                                                    | 11. децембар 2014.                                    | Пријатељска утакмица                                  | Стадион ФК Младост, Подгорица                         | Црна Гора                                             | 1 : 3                                                 | Србија                                                |                                                       | [ 78 ]                                                |                                                       |
| 3.                                                    | 11. фебруар 2015.                                     | Међународни турнир у Анталији                         | Eмирхaн спорт комплекс                                | Србија                                                | 1 : 1                                                 | Холандија                                             |                                                       | [ 79 ]                                                |                                                       |
| 4.                                                    | 12. фебруар 2015.                                     | Међународни турнир у Анталији                         | Eмирхaн спорт комплекс                                | Турска                                                | 3 : 0                                                 | Србија                                                |                                                       | [ 80 ]                                                |                                                       |
| 5.                                                    | 14. фебруар 2015.                                     | Међународни турнир у Анталији                         | Eмирхaн спорт комплекс                                | Србија                                                | 1 : 0                                                 | Аустрија                                              |                                                       | [ 81 ]                                                |                                                       |
| 6.                                                    | 14. април 2015.                                       | Пријатељска утакмица                                  | Кућа фудбала, Стара Пазова                            | Србија                                                | 1 : 1                                                 | Чешка                                                 |                                                       | [ 82 ]                                                |                                                       |
| 7.                                                    | 16. април 2015.                                       | Пријатељска утакмица                                  | Кућа фудбала, Стара Пазова                            | Србија                                                | 3 : 3                                                 | Чешка                                                 |                                                       | [ 83 ]                                                |                                                       |
| 7                                                     | Укупан број утакмица и постигнутих погодака           | Укупан број утакмица и постигнутих погодака           | Укупан број утакмица и постигнутих погодака           | Укупан број утакмица и постигнутих погодака           | Укупан број утакмица и постигнутих погодака           | Укупан број утакмица и постигнутих погодака           | 0                                                     | [ 27 ]                                                |                                                       |

| Репрезентација Србије у узрасту до 16 година старости | Репрезентација Србије у узрасту до 16 година старости | Репрезентација Србије у узрасту до 16 година старости | Репрезентација Србије у узрасту до 16 година старости | Репрезентација Србије у узрасту до 16 година старости | Репрезентација Србије у узрасту до 16 година старости | Репрезентација Србије у узрасту до 16 година старости | Репрезентација Србије у узрасту до 16 година старости | Репрезентација Србије у узрасту до 16 година старости | Репрезентација Србије у узрасту до 16 година старости |
| #                                                     | Датум                                                 | Такмичење                                             | Локација                                              | Домаћин                                               | Резултат                                              | Гост                                                  | Гол                                                   | Реф.                                                  |                                                       |
| ----------------------------------------------------- | ----------------------------------------------------- | ----------------------------------------------------- | ----------------------------------------------------- | ----------------------------------------------------- | ----------------------------------------------------- | ----------------------------------------------------- | ----------------------------------------------------- | ----------------------------------------------------- | ----------------------------------------------------- |
| 1.                                                    | 27. октобар 2015.                                     | Пријатељска утакмица                                  | Бидгошч                                               | Пољска                                                | 1 : 2                                                 | Србија                                                |                                                       | [ 90 ]                                                |                                                       |
| 2.                                                    | 16. новембар 2015.                                    | Турнир пријатељства                                   | Тренинг центар Петар Милошевски, Скопље               | Северна Македонија                                    | 3 : 1                                                 | Србија                                                |                                                       | [ 91 ]                                                |                                                       |
| 3.                                                    | 18. новембар 2015.                                    | Турнир пријатељства                                   | Тренинг центар Петар Милошевски, Скопље               | Србија                                                | 0 : 3                                                 | Италија                                               |                                                       | [ 92 ]                                                |                                                       |
| 4.                                                    | 9. март 2016.                                         | Развојни турнир УЕФА                                  | Кућа фудбала, Стара Пазова                            | Србија                                                | 1 : 1                                                 | Израел                                                |                                                       | [ 93 ]                                                |                                                       |
| 5.                                                    | 11. март 2016.                                        | Развојни турнир УЕФА                                  | Кућа фудбала, Стара Пазова                            | Србија                                                | 1 : 2                                                 | Шкотска                                               |                                                       | [ 94 ]                                                |                                                       |
| 6.                                                    | 13. март 2016.                                        | Развојни турнир УЕФА                                  | Кућа фудбала, Стара Пазова                            | Србија                                                | 4 : 0                                                 | Молдавија                                             | Гол                                                   | [ 95 ]                                                |                                                       |
| 6                                                     | Укупан број утакмица и постигнутих погодака           | Укупан број утакмица и постигнутих погодака           | Укупан број утакмица и постигнутих погодака           | Укупан број утакмица и постигнутих погодака           | Укупан број утакмица и постигнутих погодака           | Укупан број утакмица и постигнутих погодака           | 1                                                     | [ 27 ]                                                |                                                       |

| Репрезентација Србије у узрасту до 17 година старости | Репрезентација Србије у узрасту до 17 година старости | Репрезентација Србије у узрасту до 17 година старости | Репрезентација Србије у узрасту до 17 година старости | Репрезентација Србије у узрасту до 17 година старости | Репрезентација Србије у узрасту до 17 година старости | Репрезентација Србије у узрасту до 17 година старости | Репрезентација Србије у узрасту до 17 година старости | Репрезентација Србије у узрасту до 17 година старости | Репрезентација Србије у узрасту до 17 година старости |
| #                                                     | Датум                                                 | Такмичење                                             | Локација                                              | Домаћин                                               | Резултат                                              | Гост                                                  | Гол                                                   | Реф.                                                  |                                                       |
| ----------------------------------------------------- | ----------------------------------------------------- | ----------------------------------------------------- | ----------------------------------------------------- | ----------------------------------------------------- | ----------------------------------------------------- | ----------------------------------------------------- | ----------------------------------------------------- | ----------------------------------------------------- | ----------------------------------------------------- |
| 1.                                                    | 26. јул 2016.                                         | Пријатељска утакмица                                  | Кућа фудбала, Стара Пазова                            | Србија                                                | 0 : 2                                                 | Казахстан                                             |                                                       | [ 48 ]                                                |                                                       |
| 2.                                                    | 30. јул 2016.                                         | Међународни турнир „Рацкеве”                          | Градски стадион, Српски Ковин                         | Чешка                                                 | 1 : 0                                                 | Србија                                                |                                                       | [ 96 ]                                                |                                                       |
| 3.                                                    | 1. август 2016.                                       | Међународни турнир „Рацкеве”                          | Градски стадион, Српски Ковин                         | Србија                                                | 1 : 2                                                 | Шкотска                                               |                                                       | [ 97 ]                                                |                                                       |
| 4.                                                    | 30. јул 2016.                                         | Међународни турнир „Рацкеве”                          | Градски стадион, Српски Ковин                         | Мађарска                                              | 2 : 0                                                 | Србија                                                |                                                       | [ 98 ]                                                |                                                       |
| 5.                                                    | 20. септембар 2016.                                   | Пријатељска утакмица                                  | Кућа фудбала, Стара Пазова                            | Србија                                                | 6 : 2                                                 | Белорусија                                            |                                                       | [ 99 ]                                                |                                                       |
| 6.                                                    | 20. септембар 2016.                                   | Пријатељска утакмица                                  | Кућа фудбала, Стара Пазова                            | Србија                                                | 1 : 0                                                 | Белорусија                                            |                                                       | [ 100 ]                                               |                                                       |
| 7.                                                    | 26. октобар 2016.                                     | Квалификације за Европско првенство                   | Стадион Бруно Бући, Руси                              | Србија                                                | 3 : 1                                                 | Северна Македонија                                    | Гол                                                   | [ 101 ]                                               |                                                       |
| 8.                                                    | 31. октобар 2016.                                     | Квалификације за Европско првенство                   | Стадион Бруно Бенели, Равена                          | Италија                                               | 2 : 0                                                 | Србија                                                |                                                       | [ 102 ]                                               |                                                       |
| 9.                                                    | 2. март 2017.                                         | Пријатељска утакмица                                  | Етно село Станишићи                                   | Босна и Херцеговина                                   | 1 : 1                                                 | Србија                                                |                                                       | [ 103 ]                                               |                                                       |
| 10.                                                   | 17. март 2017.                                        | Квалификације за Европско првенство                   | Капилов Парк, Гринок                                  | Србија                                                | 2 : 1                                                 | Швајцарска                                            |                                                       | [ 104 ]                                               |                                                       |
| 11.                                                   | 19. март 2017.                                        | Квалификације за Европско првенство                   | Сент Мирен Парк, Пејсли                               | Шкотска                                               | 1 : 0                                                 | Србија                                                |                                                       | [ 105 ]                                               |                                                       |
| 12.                                                   | 22. март 2017.                                        | Квалификације за Европско првенство                   | Капилов Парк, Гринок                                  | Црна Гора                                             | 0 : 1                                                 | Србија                                                |                                                       | [ 50 ]                                                |                                                       |
| 13.                                                   | 27. април 2017.                                       | Пријатељска утакмица                                  | Кућа фудбала, Стара Пазова                            | Србија                                                | 5 : 1                                                 | Украјина                                              | Гол · Гол                                             | [ 51 ]                                                |                                                       |
| 14.                                                   | 4. мај 2017.                                          | Европско првенство                                    | Стадион Поморца, Кострена                             | Србија                                                | 1 : 0                                                 | Република Ирска                                       | Гол                                                   | [ 106 ]                                               |                                                       |
| 15.                                                   | 7. мај 2017.                                          | Европско првенство                                    | Стадион Поморца, Кострена                             | Србија                                                | 1 : 3                                                 | Немачка                                               |                                                       | [ 107 ]                                               |                                                       |
| 16.                                                   | 10. мај 2017.                                         | Европско првенство                                    | Стадион Поморца, Кострена                             | Босна и Херцеговина                                   | 1 : 0                                                 | Србија                                                |                                                       | [ 108 ]                                               |                                                       |
| 17.                                                   | 7. јун 2017.                                          | Пријатељска утакмица                                  | Стадион у Капошвару                                   | Србија                                                | 0 : 0                                                 | Индија                                                |                                                       | [ 109 ]                                               |                                                       |
| 17                                                    | Укупан број утакмица и постигнутих погодака           | Укупан број утакмица и постигнутих погодака           | Укупан број утакмица и постигнутих погодака           | Укупан број утакмица и постигнутих погодака           | Укупан број утакмица и постигнутих погодака           | Укупан број утакмица и постигнутих погодака           | 4                                                     | [ 27 ]                                                |                                                       |

| Репрезентација Србије у узрасту до 18 година старости | Репрезентација Србије у узрасту до 18 година старости | Репрезентација Србије у узрасту до 18 година старости | Репрезентација Србије у узрасту до 18 година старости | Репрезентација Србије у узрасту до 18 година старости | Репрезентација Србије у узрасту до 18 година старости | Репрезентација Србије у узрасту до 18 година старости | Репрезентација Србије у узрасту до 18 година старости | Репрезентација Србије у узрасту до 18 година старости | Репрезентација Србије у узрасту до 18 година старости |
| #                                                     | Датум                                                 | Такмичење                                             | Локација                                              | Домаћин                                               | Резултат                                              | Гост                                                  | Мин.                                                  | Гол                                                   | Реф.                                                  |
| ----------------------------------------------------- | ----------------------------------------------------- | ----------------------------------------------------- | ----------------------------------------------------- | ----------------------------------------------------- | ----------------------------------------------------- | ----------------------------------------------------- | ----------------------------------------------------- | ----------------------------------------------------- | ----------------------------------------------------- |
| 1.                                                    | 11. децембар 2017.                                    | Међународни турнир у Израелу                          | СЦ ФС Израела, Тел Авив                               | Израел                                                | 1 : 0                                                 | Србија                                                |                                                       | [ 56 ]                                                |                                                       |
| 2.                                                    | 12. децембар 2017.                                    | Међународни турнир у Израелу                          | СЦ ФС Израела, Тел Авив                               | Немачка                                               | 1 : 0                                                 | Србија                                                |                                                       | [ 57 ]                                                |                                                       |
| 3.                                                    | 17. април 2018.                                       | Пријатељска утакмица                                  | Кућа фудбала, Стара Пазова                            | Србија                                                | 3 : 3                                                 | Босна и Херцеговина                                   | Гол                                                   | [ 110 ]                                               |                                                       |
| 4.                                                    | 19. април 2018.                                       | Пријатељска утакмица                                  | Кућа фудбала, Стара Пазова                            | Србија                                                | 2 : 2                                                 | Босна и Херцеговина                                   | Гол                                                   | [ 111 ]                                               |                                                       |
| 4                                                     | Укупан број утакмица и постигнутих погодака           | Укупан број утакмица и постигнутих погодака           | Укупан број утакмица и постигнутих погодака           | Укупан број утакмица и постигнутих погодака           | Укупан број утакмица и постигнутих погодака           | Укупан број утакмица и постигнутих погодака           | Укупан број утакмица и постигнутих погодака           | 2                                                     | [ 27 ]                                                |

| Репрезентација Србије у узрасту до 19 година старости | Репрезентација Србије у узрасту до 19 година старости | Репрезентација Србије у узрасту до 19 година старости | Репрезентација Србије у узрасту до 19 година старости | Репрезентација Србије у узрасту до 19 година старости | Репрезентација Србије у узрасту до 19 година старости | Репрезентација Србије у узрасту до 19 година старости | Репрезентација Србије у узрасту до 19 година старости | Репрезентација Србије у узрасту до 19 година старости | Репрезентација Србије у узрасту до 19 година старости |
| #                                                     | Датум                                                 | Такмичење                                             | Локација                                              | Домаћин                                               | Резултат                                              | Гост                                                  | Гол                                                   | Реф.                                                  |                                                       |
| ----------------------------------------------------- | ----------------------------------------------------- | ----------------------------------------------------- | ----------------------------------------------------- | ----------------------------------------------------- | ----------------------------------------------------- | ----------------------------------------------------- | ----------------------------------------------------- | ----------------------------------------------------- | ----------------------------------------------------- |
| 1.                                                    | 6. септембар 2018.                                    | Меморијални турнир „Стеван Вилотић Ћеле”              | Стадион крај Сомборске капије, Суботица               | Србија                                                | 0 : 1                                                 | Мађарска                                              |                                                       | [ 112 ]                                               |                                                       |
| 2.                                                    | 8. септембар 2018.                                    | Меморијални турнир „Стеван Вилотић Ћеле”              | Стадион Милан Средановић, Кула                        | Србија                                                | 1 : 1                                                 | Црна Гора                                             | Гол                                                   | [ 113 ]                                               |                                                       |
| 3.                                                    | 10. септембар 2018.                                   | Меморијални турнир „Стеван Вилотић Ћеле”              | Стадион крај Сомборске капије, Суботица               | Србија                                                | 1 : 1                                                 | Израел                                                |                                                       | [ 63 ]                                                |                                                       |
| 4.                                                    | 11. октобар 2018.                                     | Пријатељска утакмица                                  | Кућа фудбала, Стара Пазова                            | Србија                                                | 0 : 0                                                 | Русија                                                |                                                       | [ 114 ]                                               |                                                       |
| 5.                                                    | 13. октобар 2018.                                     | Пријатељска утакмица                                  | Кућа фудбала, Стара Пазова                            | Србија                                                | 0 : 3                                                 | Русија                                                |                                                       | [ 115 ]                                               |                                                       |
| 6.                                                    | 14. новембар 2018.                                    | Квалификације за Европско првенство                   | Стадион Стангмор Парк, Дунганон                       | Србија                                                | 2 : 2                                                 | Казахстан                                             |                                                       | [ 116 ]                                               |                                                       |
| 7.                                                    | 17. новембар 2018.                                    | Квалификације за Европско првенство                   | Стадион Овал, Белфаст                                 | Северна Ирска                                         | 1 : 3                                                 | Србија                                                |                                                       | [ 117 ]                                               |                                                       |
| 8.                                                    | 20. новембар 2018.                                    | Квалификације за Европско првенство                   | Стадион у Колерејну                                   | Пољска                                                | 1 : 4                                                 | Србија                                                |                                                       | [ 118 ]                                               |                                                       |
| 9.                                                    | 12. фебруар 2019.                                     | Пријатељска утакмица                                  | Стадион у Поречу                                      | Хрватска                                              | 0 : 0                                                 | Србија                                                |                                                       | [ 119 ]                                               |                                                       |
| 10.                                                   | 14. фебруар 2019.                                     | Пријатељска утакмица                                  | Стадион Плава лагуна, Пореч                           | Хрватска                                              | 1 : 0                                                 | Србија                                                |                                                       | [ 120 ]                                               |                                                       |
| 11.                                                   | 20. март 2019.                                        | Квалификације за Европско првенство                   | Стадион у Калдијеру                                   | Украјина                                              | 2 : 2                                                 | Србија                                                |                                                       | [ 121 ]                                               |                                                       |
| 12.                                                   | 26. март 2019.                                        | Квалификације за Европско првенство                   | Стадион Еуганео, Падова                               | Србија                                                | 0 : 2                                                 | Италија                                               |                                                       | [ 122 ]                                               |                                                       |
| 12                                                    | Укупан број утакмица и постигнутих погодака           | Укупан број утакмица и постигнутих погодака           | Укупан број утакмица и постигнутих погодака           | Укупан број утакмица и постигнутих погодака           | Укупан број утакмица и постигнутих погодака           | Укупан број утакмица и постигнутих погодака           | Укупан број утакмица и постигнутих погодака           | 1                                                     | [ 27 ]                                                |

| Репрезентација Србије у узрасту до 21 године старости | Репрезентација Србије у узрасту до 21 године старости | Репрезентација Србије у узрасту до 21 године старости | Репрезентација Србије у узрасту до 21 године старости | Репрезентација Србије у узрасту до 21 године старости | Репрезентација Србије у узрасту до 21 године старости | Репрезентација Србије у узрасту до 21 године старости | Репрезентација Србије у узрасту до 21 године старости | Репрезентација Србије у узрасту до 21 године старости | Репрезентација Србије у узрасту до 21 године старости |
| #                                                     | Датум                                                 | Такмичење                                             | Локација                                              | Домаћин                                               | Резултат                                              | Гост                                                  | Гол                                                   | Реф.                                                  |                                                       |
| ----------------------------------------------------- | ----------------------------------------------------- | ----------------------------------------------------- | ----------------------------------------------------- | ----------------------------------------------------- | ----------------------------------------------------- | ----------------------------------------------------- | ----------------------------------------------------- | ----------------------------------------------------- | ----------------------------------------------------- |
| 1.                                                    | 11. октобар 2019.                                     | Квалификације за Европско првенство                   | Стадион Славије, Софија                               | Бугарска                                              | 0 : 1                                                 | Србија                                                |                                                       | [ 65 ]                                                |                                                       |
| 2.                                                    | 15. новембар 2019.                                    | Квалификације за Европско првенство                   | Стадион Чаир, Ниш                                     | Србија                                                | 6 : 0                                                 | Естонија                                              |                                                       | [ 67 ]                                                |                                                       |
| 3.                                                    | 4. септембар 2020.                                    | Квалификације за Европско првенство                   | Олимпијски центар Земгалес, Јелгава                   | Летонија                                              | 2 : 2                                                 | Србија                                                |                                                       | [ 123 ]                                               |                                                       |
| 4.                                                    | 8. септембар 2020.                                    | Квалификације за Европско првенство                   | Стадион Металца, Горњи Милановац                      | Србија                                                | 1 : 2                                                 | Бугарска                                              |                                                       | [ 124 ]                                               |                                                       |
| 5.                                                    | 9. октобар 2020.                                      | Квалификације за Европско првенство                   | Стадион Металца, Горњи Милановац                      | Србија                                                | 1 : 0                                                 | Пољска                                                |                                                       | [ 125 ]                                               |                                                       |
| 6.                                                    | 30. март 2021.                                        | Пријатељска утакмица                                  | Бахчешехир арена, Алања                               | Турска                                                | 0 : 1                                                 | Србија                                                |                                                       | [ 126 ]                                               |                                                       |
| 7.                                                    | 3. септембар 2021.                                    | Квалификације за Европско првенство                   | Кућа фудбала, Стара Пазова                            | Србија                                                | 0 : 1                                                 | Украјина                                              |                                                       | [ 127 ]                                               |                                                       |
| 8.                                                    | 7. септембар 2021.                                    | Квалификације за Европско првенство                   | Стадион Биљанини извори, Охрид                        | Северна Македонија                                    | 0 : 0                                                 | Србија                                                |                                                       | [ 128 ]                                               |                                                       |
| 9.                                                    | 7. октобар 2021.                                      | Квалификације за Европско првенство                   | Фудбалска академија, Јереван                          | Јерменија                                             | 1 : 4                                                 | Србија                                                | Гол                                                   | [ 129 ]                                               |                                                       |
| 10.                                                   | 12. октобар 2021.                                     | Квалификације за Европско првенство                   | Стадион Партизана, Београд                            | Србија                                                | 0 : 3                                                 | Француска                                             |                                                       | [ 130 ]                                               |                                                       |
| 10                                                    | Укупан број утакмица и постигнутих погодака           | Укупан број утакмица и постигнутих погодака           | Укупан број утакмица и постигнутих погодака           | Укупан број утакмица и постигнутих погодака           | Укупан број утакмица и постигнутих погодака           | Укупан број утакмица и постигнутих погодака           | Укупан број утакмица и постигнутих погодака           | 1                                                     | [ 27 ]                                                |

| Фудбалска репрезентација Србије | Фудбалска репрезентација Србије                                          | Фудбалска репрезентација Србије                                          | Фудбалска репрезентација Србије                                          | Фудбалска репрезентација Србије                                          | Фудбалска репрезентација Србије                                          | Фудбалска репрезентација Србије                                          | Фудбалска репрезентација Србије | Фудбалска репрезентација Србије | Фудбалска репрезентација Србије |
| #                               | Датум                                                                    | Такмичење                                                                | Локација                                                                 | Домаћин                                                                  | Резултат                                                                 | Гост                                                                     | Гол                             | Реф.                            |                                 |
| ------------------------------- | ------------------------------------------------------------------------ | ------------------------------------------------------------------------ | ------------------------------------------------------------------------ | ------------------------------------------------------------------------ | ------------------------------------------------------------------------ | ------------------------------------------------------------------------ | ------------------------------- | ------------------------------- | ------------------------------- |
| 1.                              | 7. јун 2021.                                                             | Пријатељска утакмица                                                     | Стадион у Микију, Префектура Хјого, Јапан                                | Србија                                                                   | 1 : 1                                                                    | Јамајка                                                                  |                                 | [ 70 ]                          |                                 |
| 2.                              | 11. јун 2021.                                                            | Пријатељска утакмица                                                     | Стадион Мисаки Парк, Кобе                                                | Јапан                                                                    | 1 : 0                                                                    | Србија                                                                   |                                 | [ 71 ]                          |                                 |
| 2                               | Укупан број утакмица, постигнутих погодака и минута проведених на терену | Укупан број утакмица, постигнутих погодака и минута проведених на терену | Укупан број утакмица, постигнутих погодака и минута проведених на терену | Укупан број утакмица, постигнутих погодака и минута проведених на терену | Укупан број утакмица, постигнутих погодака и минута проведених на терену | Укупан број утакмица, постигнутих погодака и минута проведених на терену | 0                               | [ 131 ]                         |                                 |

## Трофеји и награде
Графичар
- Српска лига Београд: 2018/19.[22]

Црвена звезда
- Суперлига Србије: 2019/20.[132]